# Чиа (растение)
Чиа белая, или Шалфей испанский (лат. Salvia hispanica) — растение семейства Яснотковые, вид рода Шалфей. Семена чиа традиционно употребляются в пищу жителями некоторых стран Латинской Америки (особенно Мексики), а также на юго-западе США. В кулинарии также используется близкородственный вид Salvia columbariae.
Другие названия: латинские — Salvia Man La Llave, Salvia polystachya Ort., Salvia chia Fernald, местные мексиканские — исп. chia blanco и chiantzozolli.

## Распространение и экология
Родина растения — Центральная и Южная Мексика, а также Гватемала, где оно произрастает на высотах 1800—2600 м над уровнем моря. В настоящее время чиа культивируется также во многих странах Южной Америки и в Австралии.

## Биологическое описание
Однолетнее травянистое растение высотой до 1 м. Листья супротивные 4—8 см длиной и 3—5 см шириной. Цветки белые или багровые. Семена маленькие овальные, диаметром около 1 мм, длиной 1,5 мм. Они коричневого, серого, чёрного или белого цвета, испещрённые на поверхности рельефным рисунком.

## Пищевая ценность и использование

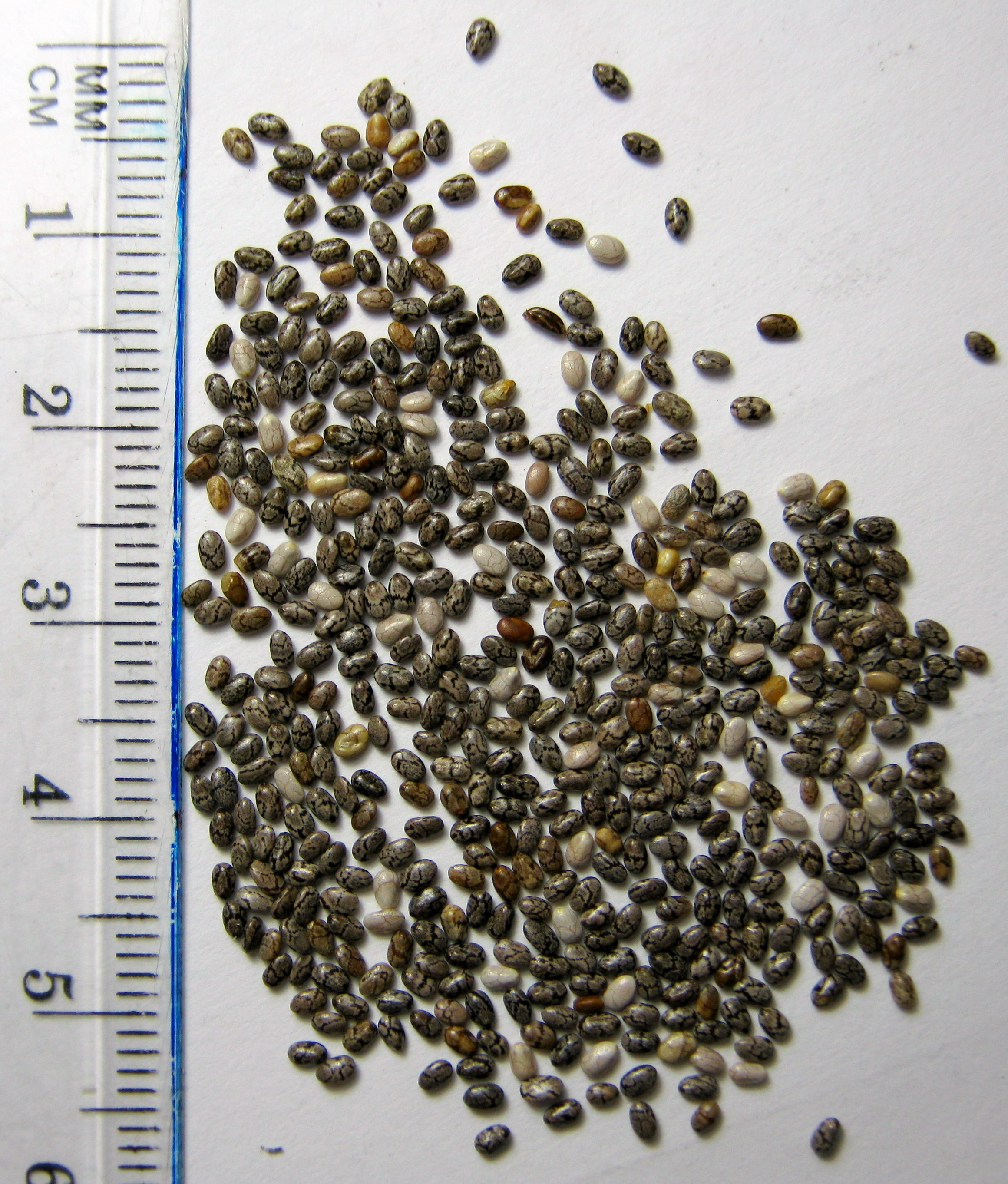
Семена чиа

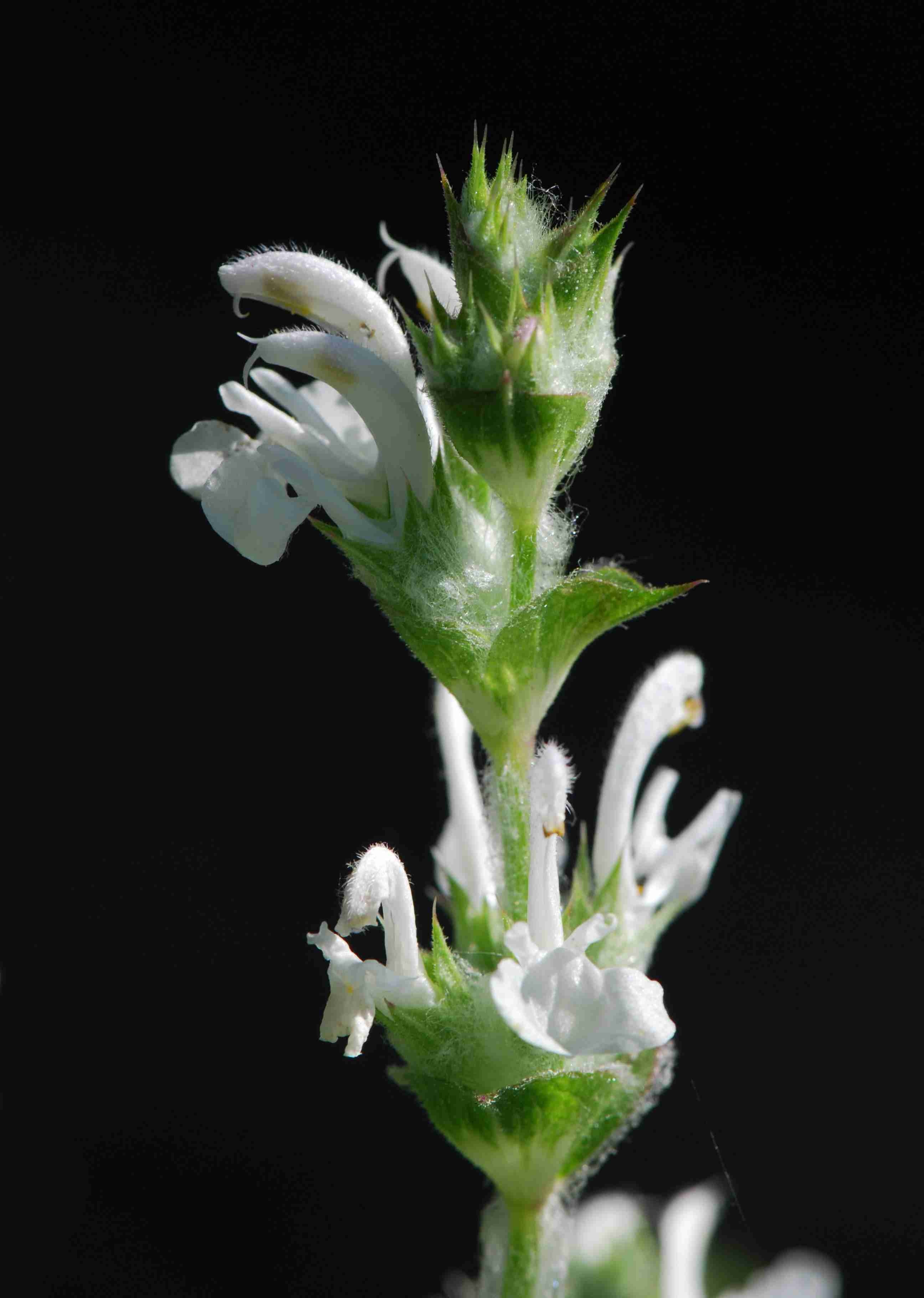
Цветок

Семена чиа содержат 20 % белков, 34 % жиров, 25 % пищевых волокон, а также значительное количество антиоксидантов. Особенно богаты линоленовой и другими Омега-3-ненасыщенными жирными кислотами. Семена чиа содержат также витамины: А, С, Е, В1, В2, РР, а также в большом количестве калий, кальций, магний,  фосфор, селен и цинк.
Мука из поджаренных семян идёт на приготовление питательных напитков. Толокно из них, смешанное с водой и перцем, долго сохраняется, высокопитательно и хорошо утоляет голод. Масло из семян быстро высыхает и используется для изготовления красок.
В XXI веке семена чиа обрели популярность среди вегетарианцев США, в том числе как источник растительного кальция: в 100 г семян содержится 631 мг кальция, то есть в два раза больше, чем в стакане молока (хотя кальций из зёрен практически не усваивается из-за обилия антинутриентов). Семена богаты и другими микроэлементами. В 2005 году Европейский союз также признал чиа перспективной масличной культурой.
Семена чиа позиционируются продавцами как «суперпища» (англ. superfood).

## История
Кодекс Мендоса свидетельствует, что чиа была важнейшей культурой ацтеков. Иезуитские летописцы утверждали, что это растение занимало в их рационе третье место после кукурузы и бобов, опережая амарант.
В своём фундаментальном произведении «Общая история дел Новой Испании» (1547—77) Бернардино де Саагун, опираясь на сведения ацтеков о свойствах растений, описал чиа (чиан, чиэн):
Чиэн. Уже говорилось о форме её листьев, её семенах и различных вещах, которые добавляют к ней, дабы сделать полезной. Весь свет знает, как делается атолле, и что к нему добавляется жареный маис. Используют только эти её семена. Они называются чиэн. Её листья непригодны. И эти семена под названием чиэн — вкусные… Корень этой травы зелёный и желтоватый. Измельченный с корнем белой ивы, которая называется кецальуэшотль, делают вместе с ним атоле, и он полезен для тех, кто плюется кровью и у кого непрерывный кашель, исходящий из груди. Также с помощью этого вылечивается старый кашель или длившийся много дней. Вместе с этим он хорош для тех, у кого гнойный понос, выпивая его два или три раза. Чиэн сеют. Она дает урожай каждый год. Семя у этой незрелой травы молотится, и добывают сок, выжимая, и выпивая его натощак, очищают грудь, а перемешанный с атулем перед едой, он приводит к тому же самому результату.
Сок этого чиана подобен маслу льняного семени в Кастилии, которым художники придают картинам блеск…
Разновидность чёрного чиа.<…> Разновидность белого и круглого чиа, как семена у <лакуна>. Чиэн или чиан. Белый чиа, белый маис. Она тяжело переваривается [вариант: тяжело сажать]. Полна жидкости, полна масла. Расположена парами. Может быть разбита. Вздувается. Она вкусная, приятная. Можно делать пиноле. Его пьют. Я делаю пиноле. Я делаю пиноле из чиа.
Я разливаю пиноле. Я готовлю пиноле.